# Abeilles de verre
Abeilles de verre (titre original : Gläserne Bienen) est un roman de science-fiction d'Ernst Jünger, publié en 1957.
Le thème principal du roman est le conflit grandissant entre l'éthique humaine et le développement de l'automation et de la robotique. 
Le roman est traduit en français par Henri Plard pour une publication en 1959.

## Résumé
Richard est un ancien officier au chômage. Sa situation devenant de plus en plus précaire, il fait appel à un de ses vieux camarades, Twinnings, qui est un homme plein de ressources et qui entretient beaucoup de contacts. Celui-ci va l'introduire auprès de Zapparoni, un inventeur à la tête d'un empire industriel. Celui-ci produit toute sorte de machines, différents robots de petite taille (les « Liliputroboter » et les « Selektoren »), et même des films joués par des automates. 
Lors de l'entretien que Richard a obtenu auprès de Zapparoni, celui-ci lui fait passer un test de personnalité, sans qu'il ne le remarque. L'employeur déduit du test que l'ancien officier ne correspond pas à ses critères. Il l'envoie alors au jardin, en lui demandant d'y observer les abeilles.
Assis dans le jardin, Richard observe les abeilles et remarque qu'il s'agit en fait de petites machines en verre. Puis, toujours dans le jardin, il se penche vers un étang. Il y découvre, d'abord avec horreur, des oreilles humaines, avant de constater qu'il s'agit d'organes artificiels. Il comprend que Zapparoni est en train de lui faire passer un nouveau test de personnalité.
Richard décide de s'en aller, mais il voudrait partir sans que personne le remarque. Ne trouvant pas de moyen de le faire, il finit par entrer en fureur, et, à l'aide d'un club de golf trouvé dans le jardin, il fait exploser un appareil de surveillance.
Zapparoni arrive alors vers Richard. Il lui explique l'origine du mystère des oreilles, puis lui déclare qu'il ne convient définitivement pas au poste vacant. Mais il lui propose une fonction de médiateur entre la direction et les travailleurs de ses ateliers. Richard se montre satisfait du compromis et rentre chez lui, où il retrouve sa femme.

### Épilogue
L'édition de 1960 comprend un épilogue. Un élève raconte comment se déroule une série de cours obligatoires, parmi lesquels Richard assume une partie de l'enseignement, consacré aux rapports entre l'homme et la technique. 
Pour Richard, devenu professeur, l'Histoire est totalement privée de signification en elle-même. Il rejoint la conception de Nietzsche, pour qui l'histoire est brutale et dépourvue de sens et qu'elle représente une effrayante domination du non-sens et du hasard.

## Forme
Le roman appartient au registre de la science-fiction. Il se déroule dans un futur proche : la société est en voie de mécanisation mais les guerres mondiales ne sont pas loin. En effet, le remplacement de la cavalerie par les blindés est clairement une allusion à la Première guerre mondiale. De son côté, l'empire industriel de Zapparoni s'apparente à une dystopie technologique. Toutefois, contrairement aux œuvres de science-fiction populaires, l'action est très réduite. L'œuvre alterne entre les passages dans lesquels le narrateur fait ses démarches auprès de Zapparoni, les souvenirs évoqués et les réflexions philosophiques sur les liens entre l'homme et la technique. Il s'agit donc d'une rencontre entre la science-fiction et le conte philosophique.

## Interprétation
Toute l'œuvre de Jünger est traversée par l'interrogation de l'ancien soldat des tranchées sur l'avenir de l'homme dans un monde où la technique prend de plus en plus d'importance. Les récits de guerre, comme Orages d'acier, décrivent l'avènement de la Materialschlacht, une forme de guerre où la technique, créée par l'homme pour dominer la matière, est devenue tellement puissante qu'elle est en passe de dominer l'homme. Les œuvres de fiction comme Heliopolis et Abeilles de verre projettent cette inquiétude dans une cadre dystopique. Mais si Abeilles de verre forme un prolongement de la même réflexion romanesque, l'œuvre de 1957 se montre beaucoup plus pessimiste que Heliopolis, où les nouvelles technologies présentent chacune des aspects positifs et négatifs, et où le récit se termine sur une note d'espoir. 
Le narrateur des Abeilles de verre est un ancien officier de cavalerie (les « Chevaux légers »). Il a participé à une « guerre des Asturies », qui a été perdue et suivie d'une guerre civile. Cette situation a entraîné la dégradation, puis la démobilisation, et enfin la chute du narrateur dans le chômage et la précarité. Jünger restitue ici l’atmosphère berlinoise de l'après-Première Guerre et le drame de ses officiers sans emploi. Surtout, le narrateur a difficilement vécu le passage de l’affrontement chevaleresque à la Materialschlacht et à la domination des armes blindées, même s'il y a été intégré. Pour lui, ce passage s'est accompagné d'une dégradation profonde de l'ancienne éthique militaire.
Le narrateur se retrouve contraint de trouver un emploi dans le civil, mais il s'avère finalement inapte à entrer dans le monde humain du chef d'entreprise capitaliste Zapparoni. La fin de la cavalerie, remplacée par les engins mécanisés, est à plusieurs reprises évoquée comme la fin d'un monde où l'homme n’avait pas encore perdu sa dignité et sa liberté, où il n'était pas encore devenu l'esclave de la technique ou de l'argent. Le narrateur déplore la déchéance d'un de ses camarades, devenu contrôleur de tram. Le monde du guerrier, auquel le narrateur se réfère constamment, est décrit comme une époque révolue, où régnait une code moral fondé sur l'honneur, l'estime réciproque et le respect de certaines valeurs, en opposition avec la décadence de la modernité, c'est-à-dire une société devenue marchande et en voie de mécanisation et de robotisation.
Le narrateur n'est pas un héros, mais plutôt une sorte d'anti-héros. Il tente de mener dans un premier temps une résistance individuelle contre l'emprise de la technique, car il estime que la perfection de l'homme et la perfection technique sont incompatibles entre elles, et que l'une doit forcément être sacrifiée à l'autre. Mais il finit par capituler en acceptant d'entrer au service du maître des robots, en admettant que pour vivre aujourd'hui, il faut « renoncer consciemment au happy end » . La justification qu'il se donne est que le sourire de sa femme, heureuse qu'il ait retrouvé un emploi, est « plus fort que tous les automates ».